# 劉溶根
劉 溶根（ユ・ヨングン、朝鮮語: 유용근、1940年12月29日 - ）は、大韓民国の政治家。第10・11代大韓民国国会議員。第12期民主平和統一諮問会議副議長。
本貫は江陵劉氏。号は松亭（ソンジョン、송정）。キリスト教徒。

## 経歴
1940年12月29日、日本統治時代の朝鮮で京畿道の華城に生まれた。建国大学校経済科を卒業後、高麗大学校経営大学院とソウル大学校行政大学院を修了した。1978年12月12日に実施された第10代総選挙に新民党の公認で立候補して当選し、国会議員となった。また1981年3月25日に実施された第11代総選挙においては民主韓国党から立候補して当選し、再び国会議員を務めた。他に韓国4Hクラブ連合会長、国際市民奉仕会韓国本部副総裁、学校法人ペイン学園理事長、ライオンズクラブ309-G地域副総裁、韓国農漁村問題研究所理事長、新社会国民運動本部常任議長、韓国環境ヌルプルンスプ保有運動連盟副総裁、大韓民国憲政会京畿道支会長、白凡精神実践同盟共同代表、韓国BBS京畿道連盟会長、国家正常化国民総和連帯共同代表を歴任した。
2018年1月25日、韓半島統一指導者総連合の第2代総裁に就任した。2021年1月12日、企業2社の代表とともに水原市庁を訪れ、同市に対しマスク10万枚を寄付した。